# 10201 Korado
10201 Korado eller 1997 NL6 är en asteroid i huvudbältet som upptäcktes den 12 juli 1997 av Farra d'Isonzo-observatoriet i Farra d'Isonzo. Den är uppkallad efter den kroatiska amatörastronomen Korado Korlević.
Asteroiden har en diameter på ungefär 2 kilometer.